# Station Wolfenbüttel
Station Wolfenbüttel (Haltepunkt Wolfenbüttel) is een spoorwegstation in de Duitse plaats Wolfenbüttel, in de deelstaat Nedersaksen. Het station ligt aan de spoorlijnen Braunschweig - Bad Harzburg en Wolfenbüttel - Oschersleben. Op het station stoppen alleen regionale treinen van de vervoerders DB Regio Nord en erixx, het wordt niet door langeafstandstreinen bediend.
Het historische stationsgebouw wordt sinds de verbouwing in 2004-2005, waarbij een van de drie sporen verwijderd is, niet meer als dusdanig gebruikt. Het dichtstbijzijnde grootste station is Braunschweig Hauptbahnhof.
Er bestaat aansluiting op negen stadsbuslijnen, die sinds 1992 door KVG Braunschweig geëxploiteerd worden en op een busstation naast het station halteren.

## Geschiedenis
Op 1 december 1838 werd de eerste staatsspoorlijn in Duitsland van Braunschweig naar Wolfenbüttel in gebruik genomen. In 1841 werd de spoorlijn naar Harzburg verlengd, in 1843 kwam ook de spoorlijn naar Jerxheim in gebruik. Hierdoor werd Wolfenbüttel een regionaal knooppunt. Op 20 september 1890 werd er een spoorverbinding van de in 1886 geopende station Wolfenbüttel West van de Braunschweigischen Landes-Eisenbahn-Gesellschaft (BLE) geopend, zodat goederenverkeer richting Fümmelse-Hoheveg mogelijk was, het reizigersverkeer op deze spoorlijn reed pas vanaf 1932 via Wolfenbüttel West verder naar het staatsstation. Op 1 januari 1938 werd de BLE genationaliseerd en de exploitatie door de Deutsche Reichsbahn overgenomen. Vanaf 1942 werd deze spoorlijn ook richting Beddingen-Groß Gleidingen uitgebreid. Het reizigersverkeer werd hier in 1961 gestaakt, in 1976 werd het traject gesloten. De aansluiting naar Wolfenbüttel West bleef tot eind jaren 1997 behouden.

## Bijzonderheden

### Halte en station
In Duitsland wordt er onderscheid gemaakt tussen haltes (Haltepunkt) en stations (Bahnhof). Het verschil is dat bij haltes er geen wissels aanwezig zijn en bij stations wel. Daarnaast kan een station uit meerdere delen bestaan, bijvoorbeeld een reizigersstation (Personenbahnhof, Pbf) en een goederenstation (Güterbahnhof, Gbf).
Sinds de laatste ombouw in het jaar 2002 bestaat het station Wolfenbüttel uit twee delen, een reizigershalte en een opstelterrein (Betriebsbahnhof, Bbf). Het voormalige inrijsein en de laatste wisselverbinding aan de noordzijde werden opgebroken en het voormalige tussensein dient nu als inrijsein. De halte heeft de afkorting HWOH gekregen en het zuidelijk gelegen opstelterrein de afkorting HWOL.

## Indeling
Het station beschikt over twee zijperrons, die deels zijn overkapt. De perrons zijn verbonden via de overweg in de straat Bahnhofstraße. Het zuidelijke perron sluit direct aan op het busstation van Wolfenbüttel waardoor treinreizigers vanuit Braunschweig eenvoudig kunnen overstappen op de bus. Aan de noordzijde bevindt zich het voormalige stationsgebouw, dat nu wordt gebruikt als cultureel centrum (Kulturbahnhof). Zo is in het gebouw de stadsbibliotheek van Wolfenbüttel gevestigd.

## Verbindingen
Op het station van Wolfenbüttel stoppen treinen van DB Regio Nord en erixx. Hiervoor worden dieseltreinstellen ingezet van het type Baureihe 622 en 648. De volgende treinseries doen het station Wolfenbüttel aan:
| Serie | Treinsoort                   | Route                                                       | Bijzonderheden                    |
| ----- | ---------------------------- | ----------------------------------------------------------- | --------------------------------- |
| RB 42 | Regionalbahn (Erixx)         | Braunschweig Hbf – Wolfenbüttel – Vienenburg – Bad Harzburg | Gekoppeld aan RB 43 in Vienenburg |
| RB 43 | Regionalbahn (Erixx)         | Braunschweig Hbf – Wolfenbüttel – Vienenburg – Goslar       | Gekoppeld aan RB 42 in Vienenburg |
| RB 45 | Regionalbahn (DB Regio Nord) | Braunschweig Hbf – Wolfenbüttel – Schöppenstedt             | 1x per twee uur in het weekend.   |